# Die Teresina
Die Teresina ist eine Operette in drei Akten von Oscar Straus nach einem Libretto von Rudolph Schanzer und Ernst Welisch. Das Werk erlebte seine Uraufführung am 11. September 1925 am Deutschen Künstlertheater in Berlin.

## Orchester
Zwei Flöten, zwei Oboen, zwei Klarinetten, zwei Fagotte, vier Hörner, zwei Trompeten, drei Posaunen, ein Spinett, eine Celesta, eine Harfe, großes Schlagwerk und Streicher

## Handlung
Die Operette spielt in Frankreich – Fréjus und Paris –  in den Jahren 1799 und 1805.
Frankreich ist seit 1792 Republik. Die Privilegien des Adels wurden abgeschafft, seine Güter enteignet. Die neue Regierung hat verfügt, dass alle emigrierten Adligen, die in ihr Heimatland zurückkehren und innerhalb von 24 Stunden die Ehe mit einer bürgerlichen Frau schließen, ihre Güter zurückerhalten werden. Diese Kunde hat auch Graf Lavalette in seinem amerikanischen Exil erreicht. Von der Hoffnung beseelt, wieder unbeschwert in seinem geliebten Frankreich leben zu können, trifft er in der Hafenstadt Fréjus ein. Auf dem Marktplatz macht er Bekanntschaft mit den Mitgliedern einer fahrenden Opernbühne. Besonders die rassige Teresa hat es ihm angetan. Als er sie vor einem zudringlichen Verehrer in Schutz nimmt, kommen sich beide näher. Bald merken sie, dass sie ganz gut zueinander passen, und als Lavalette Teresa einen Heiratsantrag macht, willigt sie gerne ein. Sie hat dabei weniger die Aussicht auf Reichtum im Sinn; vielmehr reizt sie die Vorstellung, ihren Namen mit einem Adelstitel schmücken zu können.
Kaum sind die beiden vermählt, tritt ein denkwürdiges Ereignis in Lavalettes Leben: Napoléon Bonaparte kehrt von seiner ägyptischen Expedition zurück und wird auf seinem Weg nach Paris als wahrer Volksheld gefeiert. In Fréjus begegnet er Graf Lavalette und fordert ihn auf, mit ihm zu kommen. Lavalette ist von dem Korsen so fasziniert, dass er sogleich seinem Ruf folgt, ohne sich von seiner jungen Gattin zu verabschieden.
Inzwischen sind sechs Jahre vergangen. Napoléon ist seit 1804 Kaiser von Frankreich. Die ehrgeizige Teresa hat es geschafft, an der Pariser Oper die Karriereleiter zur Primadonna zu besteigen. Alle nennen sie nur noch „Die Teresina“. Als Lavalette in Paris mit ihr zusammentrifft, erkennt er sie nicht wieder, sie aber ihn! Sofort hegt er den Plan, die schöne Sängerin zu erobern, und flirtet gleich ganz heftig mit ihr. Bald muss er jedoch feststellen, dass er nicht der Einzige ist, der es auf die Teresina abgesehen hat. Sein Rivale ist kein Geringerer als der Kaiser selbst. Die Sängerin kokettiert mit ihrer Rolle. Zwar fühlt sie, dass sie Lavalette immer noch liebt, jedoch will sie ihm wenigstens einen kleinen Denkzettel verpassen, weil er sie vor sechs Jahren so Knall auf Fall verlassen hat. Als sie seine Eifersucht zum Bersten gebracht hat, gibt sie sich ihm zu erkennen. Lavalette bedauert sein schnödes Handeln und fleht sie um Verzeihung an. Auch Napoléon sieht ein, dass ihn an dem Schicksal des jungen Paares eine gewisse Mitschuld trifft; schließlich hat er seinerzeit dem Grafen einfach befohlen, sich ihm bedingungslos anzuschließen. Er beendet sein Werben um die schöne Teresina. Endlich ist es ihr und Lavalette vergönnt, wie ein richtiges Ehepaar zu leben, was die beiden ja schon seit sechs Jahren sind.